# Casa de la Vila (Olot)
La Casa de la Vila és una obra d'Olot (Garrotxa) inclosa a l'Inventari del Patrimoni Arquitectònic de Catalunya que havia estat la seu de l'Ajuntament d'Olot (ara a Can Joanetes).
És un edifici amb façanes planes, amb cornises a cada pis i diferents ritmes i proporcions a les obertures. Ocupa l'antic solar de la Pia Almoina. El seu interior ha estat totalment reformat per tal d'adaptar-lo a la nova biblioteca pública d'Olot, perdent totalment la claredat de l'esquema en planta que tenia l'edifici a finals del segle xix, per adaptar-la al nou ús.
És un edifici sever, quasi sense decoració, que ocupa una cantonada i té tres façanes i tres pisos. A la part inferior hi ha finestres amb reixat treballat i el primer pis presenta balcons amb balustrada. Entre un pis i l'altre es veu un reforç, que representa l'única decoració. L'interior és senzill, dividit en habitacions rectangulars simètriques.

## Història
Ocupa l'antic solar de l'Hospital Vell i Pia Almoina (fundada l'any 1553), on ja es reunia l'antic Consell de la Universitat. Les façanes de l'actual edifici conserven el disseny original, segons un estricte racionalisme neoclàssic, amb una pràctica inexistència d'ornamentació. El 1551 el Consell de la Universitat comença a reunir-se a la casa de l'Almoina. El 1553 el Consell de la Universitat es reuneix en el vell Hospital, que es converteix en Casa del Consell. El 1574 es fa una ampliació de la Casa del Consell, per Miquel Març.